# 清华大学社会学系

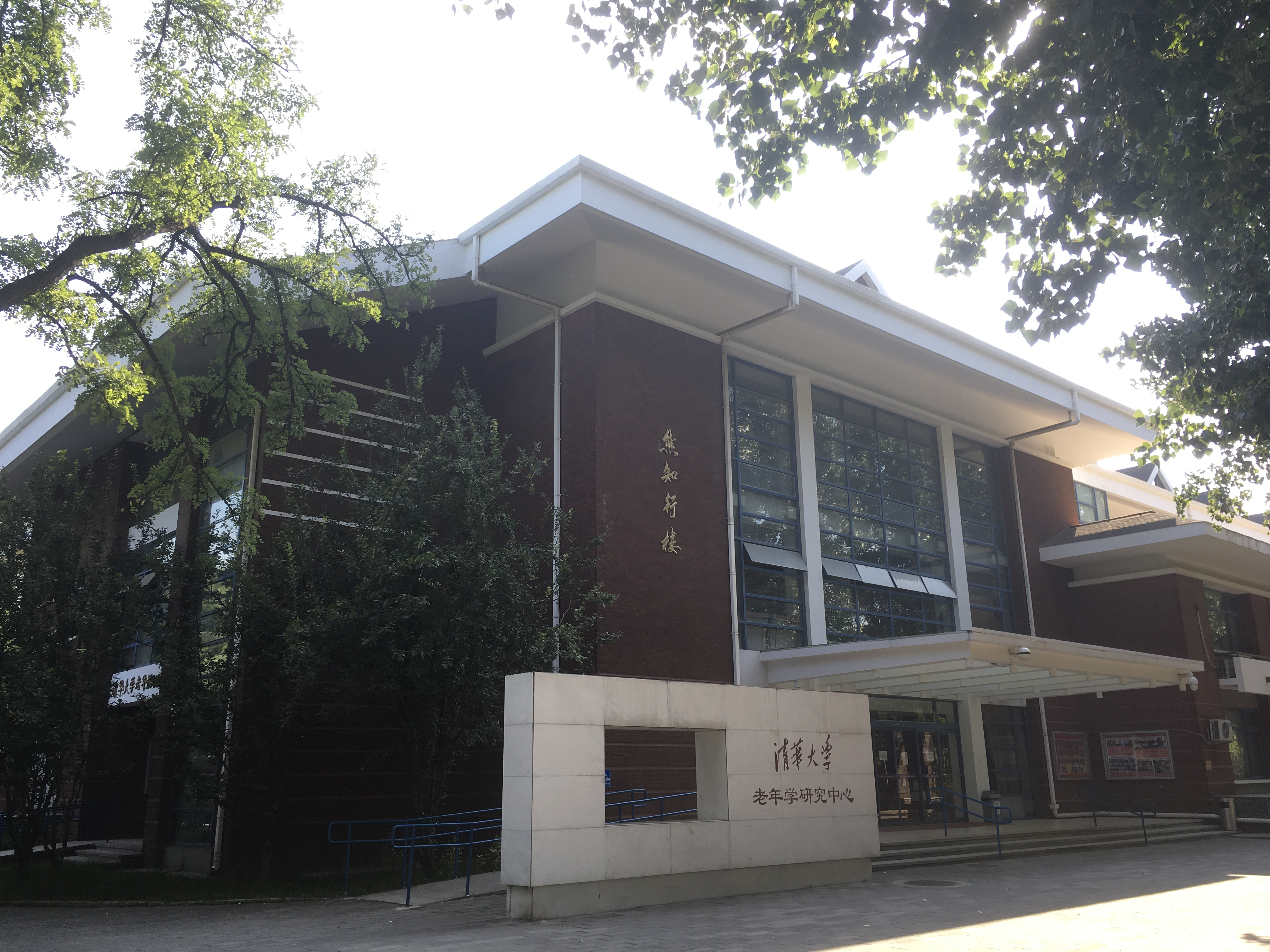
社會學系系館 熊知行樓

清华大学社会学系，是清华大学社会科学学院下属的一个系，始建于1926年，1952年院系调整时被划出，2000年6月恢复重建。

## 历史沿革[1]
1926年，清华大学改组为四年一贯制的正规大学，共建立17个系，社會學系为其中之一，陈达任系主任。但在此之前，已经由美国教员狄德C.G.Ditimer 开设过社会学课程。
1928年8月，确定社会学与人类学并重的发展原则，并扩名为社会人类学系。1932年，更名为社会学及人类学系。1933年增设社会研究部。但在1934年又恢复原名社会学系，并撤销社会研究部，至此社会学系才基本定型。当时主要教授有陈达、吴景超、潘光旦、李景汉等人，均为原清华学校毕业留美或取得清华津贴的留美学生。
1937年，7月7月，抗日战争爆发，7月29日北平沦陷，9月12日日本宪兵队侵入学校。1937年9月10日，教育部第16696号令正式宣布建立国立长沙临时大学。10月，1600多名清华大学与北京大学和南开大学的师生经过长途跋涉陆续到达长沙。1938年5月4日，长沙临时大学西迁昆明，改称“国立西南联合大学”，简称“西南联大”。1939年8月，国情普查研究所在昆明成立，陈达教授任所长，李景汉教授任调查主任，统计主任为戴世光，另有教员苏汝江等4-5人。1940年，社会学系分割为历史学系、社会学系，其中社会学系划归法商学院。西南联大社会学系教师均为原清华大学社会学系教师。
1946年，回迁清华园，社会学系划归法学院。1952年，院系调整，社会学系被调出。
1999年开始筹备复建社会学系，2000年6月复建，隶属人文社会科学学院。

## 人物

### 历史教师
- 陈达
- 吴景超
- 潘光旦
- 李景汉
- 吴泽霖
- 李树青
- 苏汝江

### 在岗教师
- 沈原
- 孙立平
- 郭于华
- 景军